# Pär Olov Petterssån
Pär Olov Petterssån, född 3 april 1867 i Eds församling i Ångermanland, död 7 januari 1929 i Gävle Heliga Trefaldighets församling, var en svensk präst.
Petterssån var son till hemmansägaren P. Pettersson och Katarina Margareta Strinnberg. Efter studier i Uppsala prästvigdes Petterssån 1895 och blev pastorsadjunkt i Pajala församling samma år, vice pastor i Jukkasjärvi församling, åter pastoradjunkt i Pajala och verkade som vice pastor där 1896–1899. Han utnämndes till kapellpredikant i Korpilombolo församling 1899 och blev kyrkoherde där 1920. Petterssån till pastoratets förste kyrkoherde, en tjänst han hade fram till sin död 1929. Förutom detta var han för en tid kontraktsprost i Norrbottens norra kontrakt, kapellpredikant och vikarierande pastor i Tärendö församling samt arbetade som fängelsepredikant vid kronohäktet i Pajala 1895–1897.
Petterssån var från 1899 till sin död gift med Edla Johanna Lindgren, med vilken han hade två barn.